# Gogyōka
Un gogyōka (五行歌, « poème de cinq lignes ») est une forme de poésie japonaise créée par Enta Kusakabe (草壁 焔太) dans les années 1950.

## Histoire et forme
Enta Kusakabe (草壁 焔太) a créé le gogyōka (五行歌, « poème de cinq lignes ») dans les années 1950, afin de se libérer des contraintes imposées par la composition du tanka. Contrairement au tanka, le gogyōka ne requiert pas un nombre spécifique de syllabes dans ses vers. L'unique contrainte réside dans le fait qu'il comporte cinq vers (comme le tanka), d'où son appellation. 
Kusakabe a établi les « cinq règles du gogyōka » en septembre 2008 comme suit : 
1. Le gogyōka est une nouvelle forme de poème court fondé sur le waka (ancêtre du tanka) et la kodai kayō (古代歌謡?, poésie ancienne) du Japon.
2. Le gogyōka est généralement écrit en cinq lignes, mais de temps en temps en quatre ou six lignes.
3. Chaque ligne est une locution en soi et est séparée des autres par la fin de la locution ou une pause dans la respiration.
4. Chaque ligne n'a pas de limite sur le nombre de mots ou de syllabes, mais l'ensemble des cinq lignes a besoin d'une résonance poétique.
5. Le gogyōka ne connaît pas de restriction quant à son thème ou son contenu.

Kusakabe a déposé le mot gogyōka au Japon.

## Exemples
Voici des exemples de gogyōka en français :
ma plume est sur le bureau

je ne parviens pas à écrire

j'attends la lumière du soleil

qui tendrement expulsera

les impuretés de l'hiver
— Diane Lecomte
Je peux sentir ta main

oiseau blessé dans ma main

comme si

j'étais

un joueur de koto aveugle
— Gabriel Monfort